# 高玉峰
高玉峰 (1966年—)，安徽来安人，中华人民共和国教育部长江学者特聘教授，河海大学教授，主要从事岩土地震工程等方面的研究。

## 社会兼职
- 中国土木工程学会土力学及岩土工程分会副理事长
- 中国地震学会地震工程专委会副主任
- 中国力学学会岩土力学专业委员会副主任
- 《岩土工程学报》、《岩石力学与工程学报》编委[2]